# Кутаб
Кутаб, або гутаб (азерб. Qutab) — борошняна страва  азербайджанської кухні, це тонкий пиріжок у формі півмісяця з прісного тіста з начинкою. В якості начинки використовують м'ясо, зелень, гарбуз, зерна  гранату, сир, цибуля. Готують Кутаб в основному навесні і восени. Зазвичай частіше готують навесні.
Як м'ясну начинку часто використовують баранину (або баранячі тельбухи), в минулому Кутаб робили також з верблюжатини.  Вільям Похльобкін в розділі «Азербайджанська кухня» своєї книги «Національні кухні наших народів» відзначає традиційне приготування Кутаба в таких великих містах як Баку, Шамахи, Гянджа.
В Гусарському районі Азербайджану поширені Лезгінські Кутаби —  афар. В Лерикі їх називають «терелі кята» (тере — зелень) і випікають на саджі.

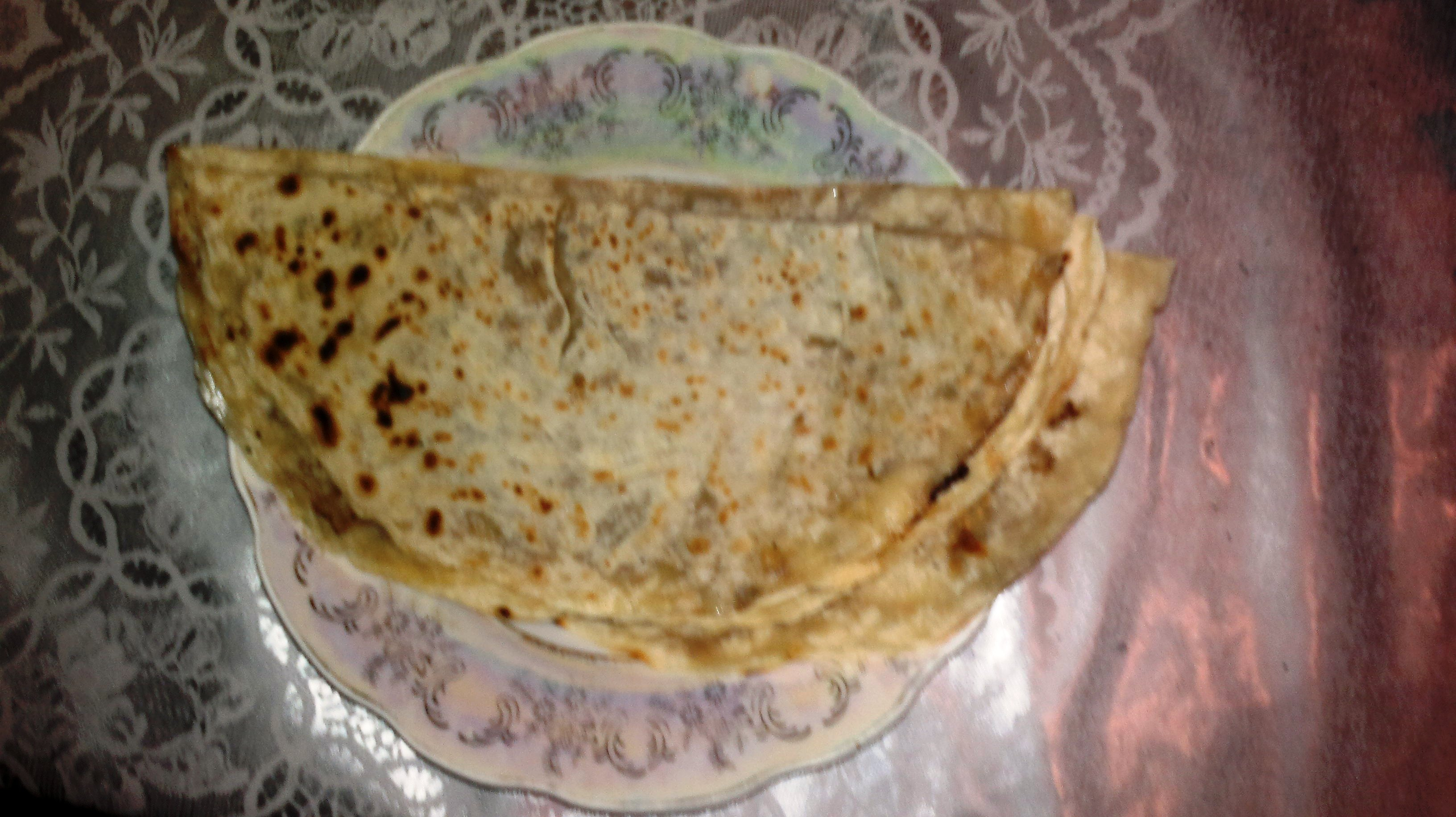
Азербайджанський Кутаб з м'ясом
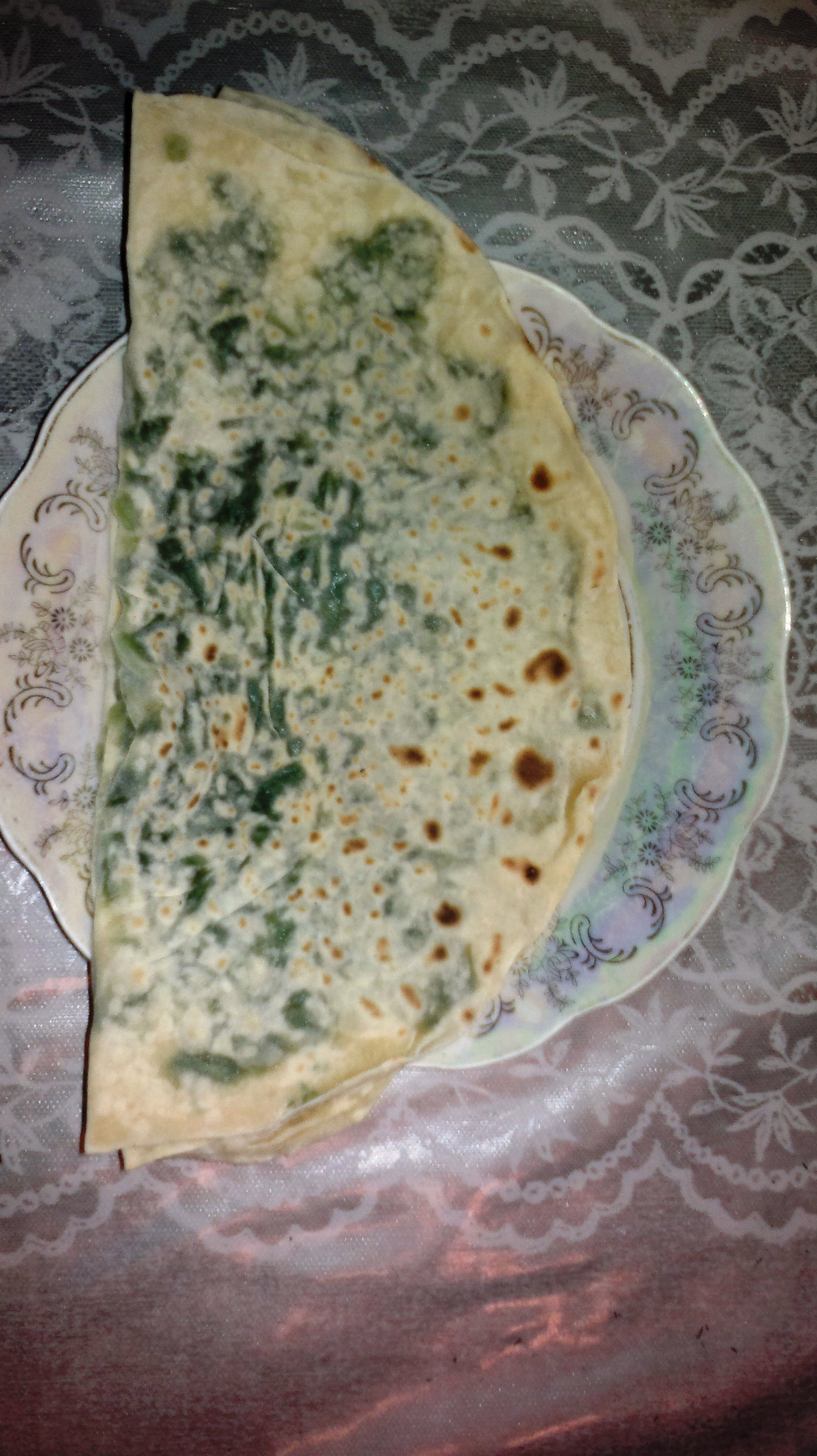
Азербайджанський Кутаб з зеленню